# Károly Grósz (politiker)
Károly Grósz [ˈkaːroj ˈɡroːs], född 1 augusti 1930 i Miskolc, död 7 januari 1996 i Gödöllő, var en ungersk kommunistisk politiker, som var generalsekreterare för Ungerns socialistiska arbetarparti från 1988 till 1989. Han blev därmed den siste kommunistiske ledaren för landet och avgick till följd av att järnridån monterades ned i augusti 1989. Strax efter hans avgång utropades landet till republik.

## Karriär inom kommunistpartiet
Grósz gjorde en lång karriär inom det ungerska kommunistpartiet, med början 1948–1950 då han som artonåring var kommunistiska ungdomsförbundets kretssekreterare i Borsod-Abaúj-Zemplén. Efter fyra års militärtjänst blev Grósz sedan ansvarig för partikretsens agitations- och propagandaavdelningen i Borsod-Abaúj-Zemplén. Från 1958 var han redaktör för tidningen Észak-Magyarország, en tidning som han tidigare kritiserat för dess bruk av det rojalistiska Ungerns riksvapen i dess sidhuvud.
Efter gradering vid partihögskolan blev Grósz 1961 medarbetare vid Centralkommitténs avdelning för agitation och propaganda. Mellan 1962–1968 var han sekreterare för partiorganisationen inom ungersk radio och tv.
På förslag av generalsekreteraren för Ungerns socialistiska arbetarparti, János Kádár, blev Grósz 1968 utnämnd till ställföreträdande chef för avdelningen för agitation och propaganda. Efter en kort sejour som förstesekreterare i partiavdelningen i Fejér blev han slutligen chef för avdelningen, en tjänst han uppehöll 1974–1979. I uppdraget ingick ansvaret för politisk kontroll av ungersk media.
Efter en meningsskiljaktighet med Kádàr lämnade han 1979 centralkommittén, och återvände till sin hemprovins som förstesekreterare i partiavdelningen i Borsod-Abaúj-Zemplén. Men redan nästa år, vid den 12:e partikongressen för Ungerns socialistiska arbetarparti, valdes Grósz till ledamot av partiets Centralkommitté. Senast 1984 fann han på nytt stöd hos Kádár och valdes i december 1984 till förstesekreterare för partiavdelningen i Budapest, och på den 13:e partikongressen i mars 1985 till ledamot av politbyrån. Därmed började Grósz omnämnas som kronprins och Kádárs efterföljare.

## Regeringschef och generalsekreterare
Den 25 juni 1987 utsågs Grósz till ordförande i Folkrepubliken Ungerns ministerråd, vilket innebar att han var landets regeringschef. Året därefter beslutar landets mångårige ledare János Kádár att lämna sitt uppdrag efter 22 år vid makten, och den 22 maj 1988 väljs Károly Grósz till ny generalsekreterare för Ungerns socialistiska arbetarparti. 
Den 24 november 1988 tar Miklós Németh över som ny ordförande i ministerrådet. Németh tillhör partiets förnyare, och står i stark kontrast med Grósz, som förklarar sig vara övertygad kommunist, med målet att bevara och förbättra men på inget sätt försvaga den kommunistiska samhällsordningen. Vid den tidpunkten är kritiken mot det sovjetiska och socialistiska systemet stark både inom och utanför partiet, såväl som internationellt. Under loppet av första halvåret 1989 försvagas Grósz falang, och i juni omorganiseras partiet så att uppdraget som generalsekreterare delas mellan fyra personer. Grósz fortsätter som en av de fyra, men övriga tre kommer från reformisterna. På partikongressen i oktober 1989 försökte Grósz ännu en gång förtydliga partiets marxist-kommunistiska karaktär, i ett försök att stoppa partiets "socialdemokratisering", men är nu i klar minoritet. Partikongressen beslutar i stället att byta namn till Ungerns socialistiska parti och att ideologiskt närma sig de västeuropeiska socialdemokratiska partierna. Grósz och flera andra kommunister lämnar därmed partiet.
Grósz medverkar senare till en omstart av ett kommunistiskt ungerskt parti, men partiet misslyckas att vinna något mandat i de Ungerns första fria val som anordnas 1990.